# Chatot (Pokémon)
Chatot (japanski: ペラップ Perappu) jedan je od 1025 fiktivnih vrsta Pokémona iz medijske franšize Pokémon, skupa Pokémon videoigara, animiranih serija, manga stripova, knjiga, igraćih karata i drugih medija kojima je tvorac Satoshi Tajiri. Svrha je Chatota u videoigrama, animiranoj seriji i manga stripovima, kao i svrha ostalih Pokémona, borba s divljim Pokémonima – neukroćenim stvorenjima koje igrači i likovi pronalaze dok kreću na razne avanture – i pripitomljenim Pokémonima drugih Pokémon trenera.
U Chatotovom imenu riječ "chat" se odnosi na Chatotovo brbljanje, a riječ "parrot" jer nalikuje na papigu. 

## Biološke karakteristike
Chatot je Pokémon ptica s malom ljubičastom glavom koja podsjeća na notu, velikim očima i kljunom nalik onim u papige. Na vratu se nalazi bijela i meka pahuljasta tvorevina. Krila su plava i Chatot pomoću njih jako dobro leti. Ima kratke četveroprste noge i rep koji je blizu vrha zadebljan u obliku kružića.